# Euophrys saitiformis
Euophrys saitiformis là một loài nhện trong họ Salticidae.
Loài này thuộc chi Euophrys. Euophrys saitiformis được Eugène Simon miêu tả năm 1901.